# Bradikininski receptor
Bradikininski receptori su familija G-protein spregnutih receptora čiji principijalni ligand je protein bradikinin.
Postoje dva bradikininska receptora: B1 receptor i B2 receptor.

## B1receptor
Bradikininski receptor B1 (B1) je G-protein spregnuti receptor kodiran  genom kod čoveka. Njegov endogeni ligand je bradikinin, peptid sa 9 aminokiselina koji se formira u patofiziološkim uslovima kao što su inflamacija, trauma, opekotine, šok, i alergija. B1 receptor je jedan od dva G protein-spregnuta receptora za koje je nađeno da vezuju bradikinin i posreduju response na te patofiziološke podsticaje.

## B2receptor
B2 receptor je G protein-spregnuti receptor, koji interaguje sa Gq i Gi. Gq stimuliše fosfolipazu C da povisi koncentraciju intracelularnog slobodnog kalcijuma i Gi inhibira adenilat ciklazu. Ovaj receptor stimuliše put mitogenom-aktivirane proteinske kinaze. On je sveprisutan i konstitutivno izražen u zdravim tkivima.
B2 receptor formira kompleks sa angiotenzin konvertujućim enzimom (ACE), i smatra se da to igra ulogu u komunikaciji između renin-angiotenzinskog sistema (RAS) i kinin-kalikreinskog sistema (KKS). Heptapeptid angiotenzin 1-7 (A1-7) takođe potencira dejstvo bradikinina na B2 receptore.

## Literatura
1. ↑  Leeb-Lundberg LM, Marceau F, Müller-Esterl W, Pettibone DJ, Zuraw BL (2005). „International union of pharmacology. XLV. Classification of the kinin receptor family: from molecular mechanisms to pathophysiological consequences”. Pharmacol. Rev. 57 (1): 27—77. PMID 15734727. doi:10.1124/pr.57.1.2.
2. ↑  Fernandes L, Fortes ZB, Nigro D, Tostes RC, Santos RA, Catelli De Carvalho MH (2001). „Potentiation of bradykinin by angiotensin-(1-7) on arterioles of spontaneously hypertensive rats studied in vivo”. Hypertension. 37 (2 Part 2): 703—9. PMID 11230360. Архивирано из оригинала 28. 05. 2008. г. Приступљено 13. 03. 2011.

## Spoljašnje veze
- „Bradykinin Receptors”. IUPHAR Database of Receptors and Ion Channels. International Union of Basic and Clinical Pharmacology. Архивирано из оригинала 13. 12. 2013. г.
- Bradykinin+receptor на 